# Prangins
Prangins est une commune suisse du canton de Vaud, située dans le district de Nyon.

## Géographie

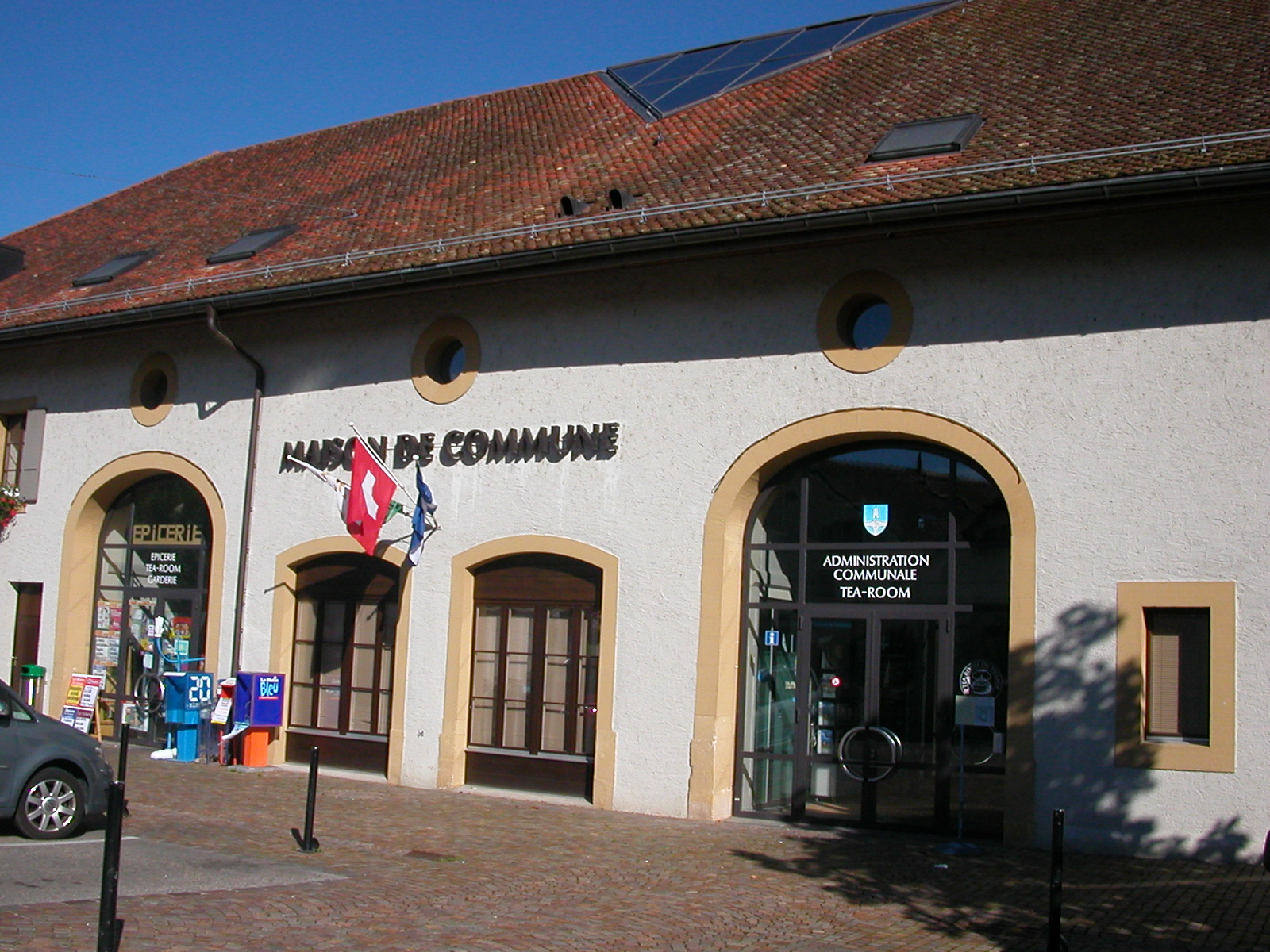
Maison communale de Prangins.

Prangins se situe sur la terrasse dominant l'entrée du Petit-Lac, à 1,6 km au nord-est de Nyon.
La commune englobe les hameaux de Bénex et Promenthoux. Son territoire s'étend sur 6,03 km2. Lors du relevé de 2013-2018, les surfaces d'habitations et d'infrastructures représentaient 32,9 % de sa superficie, les surfaces agricoles 53,2 %, les surfaces boisées 13,0 % et les surfaces improductives 0,7 %.
Le village est séparé en deux par un axe ferroviaire[réf. souhaitée].

## Urbanisme
En 2021 la commune reçoit le Prix Wakker pour la bonne gestion de son urbanisation et de sa conception architecturale.

## Population et société

### Gentilé et surnom
Les habitants de la commune se nomment les Pranginois.
Ils sont surnommés lou Monsu, soit les messieurs en patois vaudois, et les Sèche-Loup.

### Démographie

#### Évolution de la population
Prangins compte 4 278 habitants au 31 décembre 2022 pour une densité de population de 709 hab/km2. Sur la période 2010-2019, sa population a augmenté de 5,3 % (canton : 12,9 % ; Suisse : 9,4 %).  

#### Pyramide des âges
En 2020, le taux de personnes de moins de 30 ans s'élève à 33,9 %, au-dessous de la valeur cantonale (35 %). Le taux de personnes de plus de 60 ans est quant à lui de 24,2 %, alors qu'il est de 21,9 % au niveau cantonal.
La même année, la commune compte 1 944 hommes pour 2 155 femmes, soit un taux de 47,4 % d'hommes, inférieur à celui du canton (49,1 %).
| Hommes | Classe d’âge | Femmes |
| ------ | ------------ | ------ |
| 0,6    | 90 ans ou +  | 0,7    |
| 7,2    | 75 à 89 ans  | 8,9    |
| 15,3   | 60 à 74 ans  | 15,6   |
| 23,6   | 45 à 59 ans  | 24,5   |
| 17,6   | 30 à 44 ans  | 18,1   |
| 17,2   | 15 à 29 ans  | 14,8   |
| 18,5   | - de 14 ans  | 17,3   |

| Hommes | Classe d’âge | Femmes |
| ------ | ------------ | ------ |
| 0,5    | 90 ans ou +  | 1,4    |
| 6,1    | 75 à 89 ans  | 8,2    |
| 13,3   | 60 à 74 ans  | 14,3   |
| 21,5   | 45 à 59 ans  | 21,2   |
| 22,0   | 30 à 44 ans  | 21,4   |
| 19,6   | 15 à 29 ans  | 18,0   |
| 16,9   | - de 14 ans  | 15,5   |

## Culture et patrimoine

### Patrimoine bâti

Photo aérienne (1964).

Le château date de la première moitié du XVIIIe siècle. Il héberge la section romande du musée national suisse depuis 1998. Il est, tout comme la villa les Bleuets, inscrit comme bien culturel suisse d'importance nationale.
Le temple (1757-1761), remplace une ancienne église romane, redevenue paroissiale en 1671, mais qui n'était plus qu'un vieux petit bâtiment vis-à-vis du château, du côté sud. Le nouveau temple est implanté face à la cour d'honneur du château, au-delà du grand jardin à la française très encaissé de celui-ci. L'architecte en fut le Genevois Jean-Louis Bovet I, le père (1699-1766). Clocher reconstruit en 1860 par l'architecte Louis Wenger.
Sur le territoire de la commune se trouve également l'émetteur HBG ainsi qu'un monument des Vaudois (16 août 1689) commémorant le retour au Piémont.

### Manifestations
Parmi les différentes manifestations culturelles, Prangins Baroque organise depuis 2020 des ateliers et concerts une fois par an réunissant de jeunes talents de la musique baroque auprès d'une équipe artistique internationale.

### Personnalités
- Oscar Forel, psychiatre, y créa en 1930 la clinique psychiatrique des Rives. Cette clinique est entretemps devenue l'hôpital psychiatrique de Prangins, un des quatre établissements publics de psychiatrie du canton de Vaud.
- Charles-Jules Guiguer de Prangins, général de l'armée suisse, est né à Prangins. Il a vendu le domaine de Prangins à Joseph Bonaparte en 1814.
- Napoléon-Jérôme Bonaparte y a vécu en exil.